# Volvo V40
O V40 é um hatchback de luxo, com 5 portas, fabricado pela Volvo. Foi revelado no Salão Internacional do Automóvel de Genebra de 2012 para substituir o S40 e V50. Foi considerado o carro mais seguro do ano pela Euro NCAP.
Este modelo foi um dos mais vendidos da Volvo em 2016.